# John Sell Cotman
John Sell Cotman, né à Norwich le 16 mai 1782 et mort à Londres le 24 juillet 1842 , est un peintre anglais de paysages et de marines, aquarelliste, graveur, et illustrateur. Il est le continuateur, après John Crome, de l'école de peinture de Norwich.

## Biographie

### Ses débuts

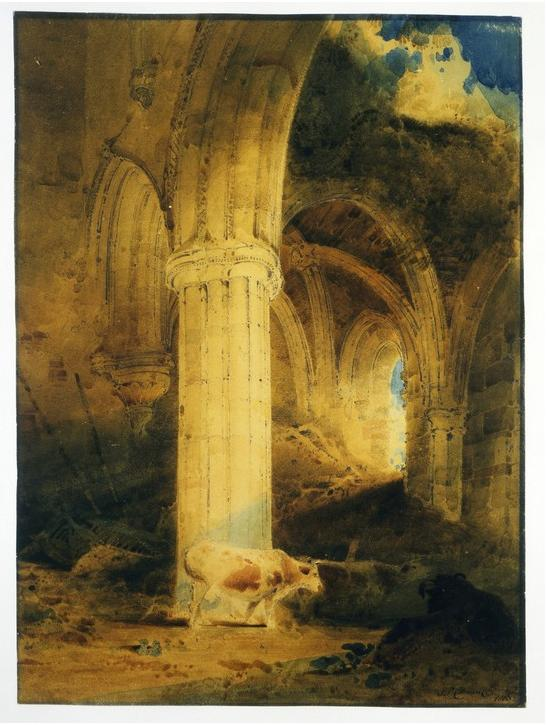
Les ruines de l'abbaye de Rievaulx, Yorkshire (1803).

Cotman est né à Norwich en Grande-Bretagne, fils ainé d'un prospère marchand de soie et dentelle. Dès son plus jeune âge, il fait montre d'un réel talent artistique et se balade souvent dans la campagne environnante pour des séances de croquis. 
Le père de Cotman le destinait au commerce familial mais, décidé à poursuivre une carrière artistique, Cotman va s'établir à Londres en 1897. Il vit de commissions pour des marchands d'estampes, dont l'éditeur Ackermann, et entre bientôt sous la direction du Dr Thomas Monro, dont la maison est aussi bien un atelier qu'un lieu de rencontre pour les artistes locaux. Là, Cotman fait la connaissance de Joseph Turner, Peter De Wint et Thomas Girtin. Ce dernier a une grande influence sur son développement artistique. Il se joint au club de croquis créé par Girtin et part en expéditions au Pays de Galles et dans le Surrey. Son style devient plus personnel, basé sur des lavis de teintes plates qui donnent un rendu très graphique. 
En 1800, à l'âge de 18 ans, Cotman est pour la première fois exposé à la Royal Academy et récompensé par la Society of Arts (Royal Society for the encouragement of Arts, Manufactures & Commerce). Il continue à exposer à l'Académie jusqu'en 1806 et prend part à de nombreux voyages prolongés à travers l'Angleterre et le Pays de Galles.

### Les années de la Norwich School
En 1807, il rentre dans sa ville natale de Norwich et joint la Norwich School, auprès de laquelle il expose ses œuvres à partir de 1808. En 1811, il devient le président de ce mouvement artistique. 
En 1809, Cotman se marie avec Ann Mills, fille d'un fermier local. Ils ont 5 enfants ensemble. Sa principale source de revenus vient de l'enseignement artistique. Un de ses étudiants est l'antiquaire local Dawson Turner qui devient son ami et l'introduit auprès d'autres artistes. Il encourage son goût pour les antiquités et rédige le texte explicatif des Architectural Antiquities of Normandy. En dehors de la peinture et du dessin, Cotman réalise de nombreuses eaux-fortes de vieux bâtiments et de plaques de cuivre commémoratives du Norfolk qui sont publiées en 4 volumes entre 1811 et 1819. Il voyage aussi plusieurs fois en Normandie entre 1817-20 et les gravures produites durant ces voyages sont publiées en 2 volumes en 1822.  
De 1812 à 1823, Cotman réside à Yarmouth et, étant sur la côte, il étudie en détail les navires et le mouvement des vagues - ses meilleures marines datent de cette période. Cependant, il rentre à Norwich en 1824 pour améliorer sa situation financière et montre ses travaux de 1823-25 à l'exposition annuelle de la Société des Artistes. Collectionneur d'estampes, de livres et d'armures, il possédait nombre de maquettes de bateaux qui l'aidaient dans ses compositions. 
En 1825, Cotman devient Associé à la Royal Society of Painters in Watercolours et devient un exposant régulier jusqu'en 1839. Toutefois, ses difficultés financières sont un souci constant. 

### Le King's College à Londres
En janvier 1834, la chance sourit à Cotman : il est nommé professeur de Dessin au King's College de Londres - en part sur recommandation de Turner. En 1836, son fils Miles Edmund est nommé pour l'assister. De ses élèves, une mention s'impose à un certain Dante Gabriel Rossetti.
À Londres, Cotman était l'ami de nombreux artistes parmi lesquels James Stark, George Cattermole, Samuel Prout, Cornelius Varley et d'autres. En 1836, il devient membre honoraire de la Institute of British Architects. En 1838, toutes ses eaux-fortes (dont Liber studiorum) sont publiées par Henry George Bohn.
Cotman meurt en juillet 1842. Il est enterré au cimetière derrière la chapelle de St. John's Wood. Par la suite, toutes ses œuvres et sa collection d'estampes et de livres fut vendues aux enchères par Christie's, totalisant à peine £525 - une somme relativement dérisoire.
Ses fils, Miles Edmund Cotman et John Joseph Cotman devinrent aussi des peintres renommés. Le nom de Cotman est la marque d'une gamme d'aquarelle fine par le fabricant britannique Winsor & Newton (en).

## Œuvre
Cotman travaille à l'huile, à l'aquarelle, au crayon et à la craie, et produit des centaines d'eaux-fortes. 
En Europe, son travail est conservé au Castle Museum and Art Gallery de Norwich (près de 2000 pièces), à la Tate Gallery, au British Museum et au Victoria & Albert Museum de Londres, au Fitzwilliam Museum de Cambridge, à la City Art Gallery de Leeds et en région. 
Aux États-Unis, Cotman est présent au Yale Center for British Art à New Haven, Connecticut et dans des musées à travers le pays. En France, le musée de Louviers conserve une œuvre.
- Place du marché à Norwich (vers 1809), aquarelle et graphite sur papier, 41 × 65 cm, Tate Britain, Londres[2]

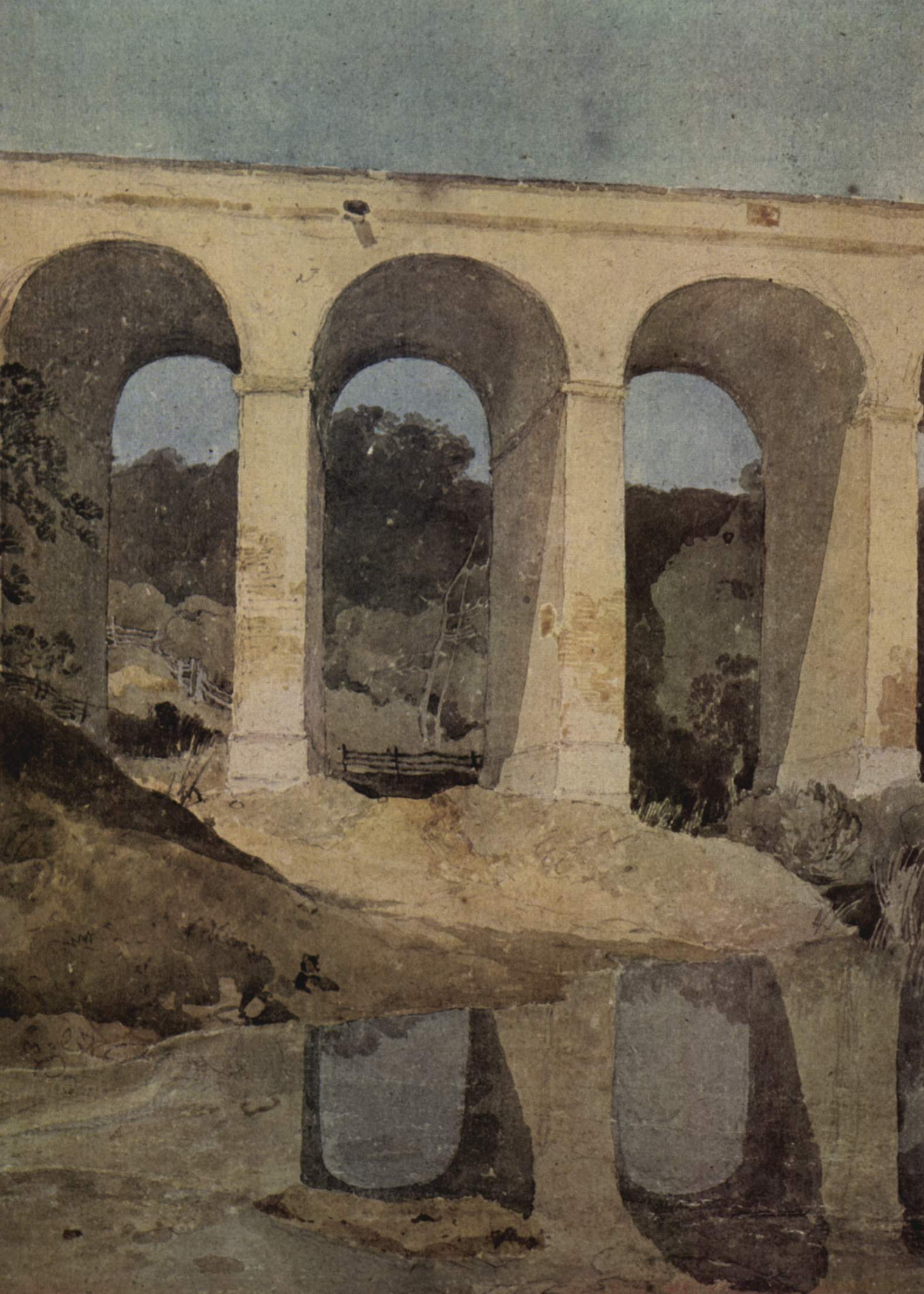
L'Aqueduc de Chirk, 1804.
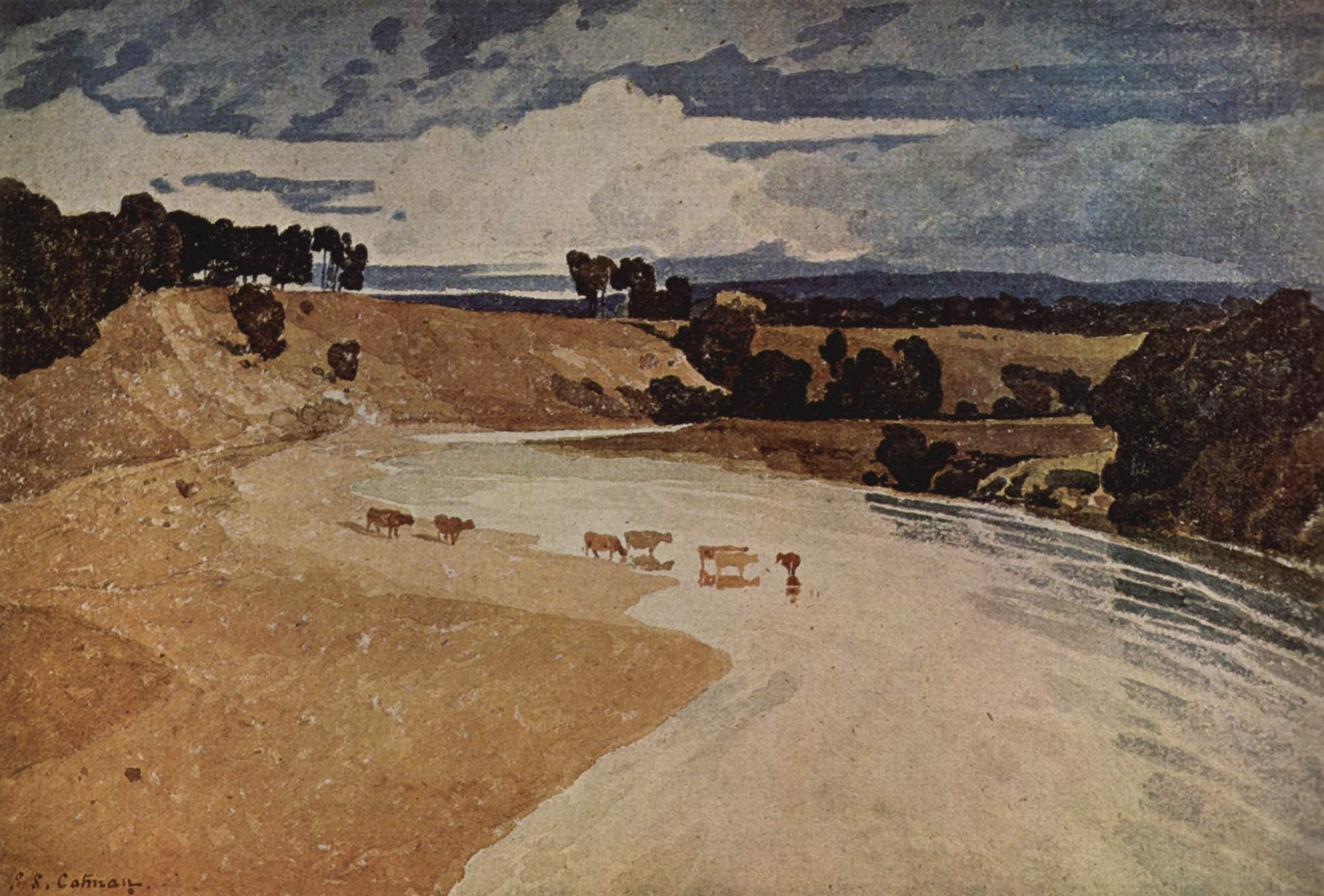
Sur la Tees à Rockcliffe, 1810.
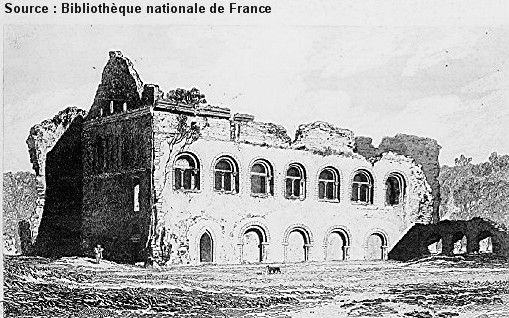
Château de Lillebonne,1822 Illustration du livre Architectural Antiquities of Normandy.
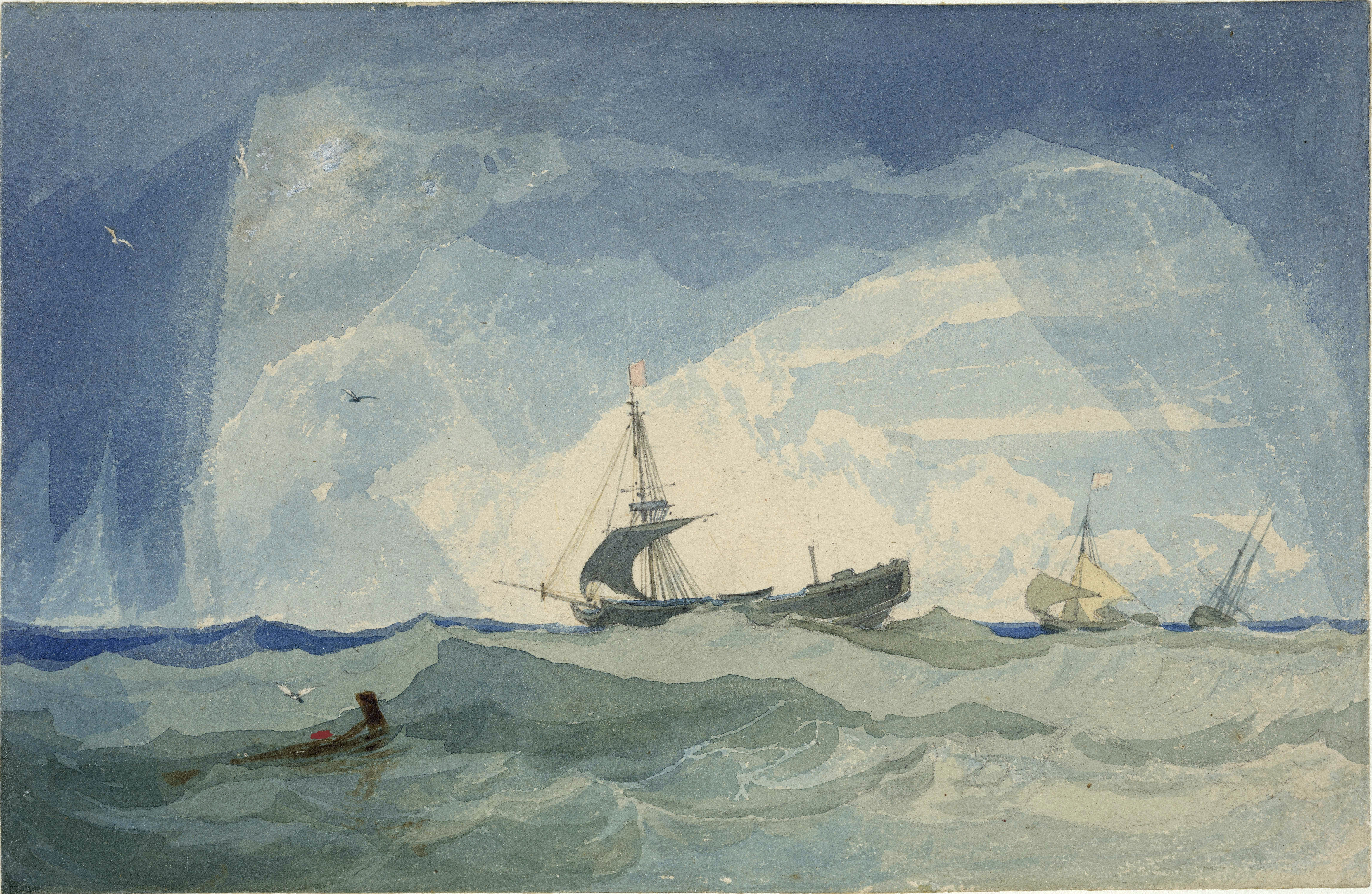
Le Démâtage, 1823.
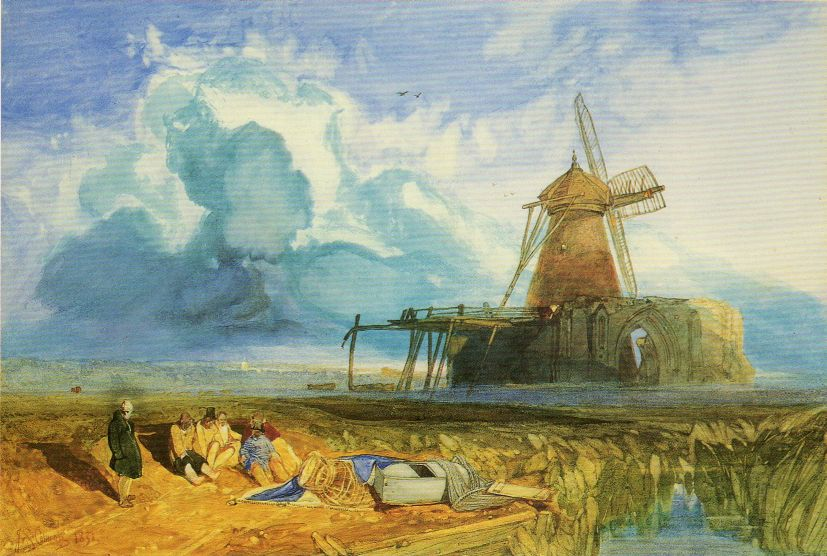
L'Abbaye St Benet, 1831.
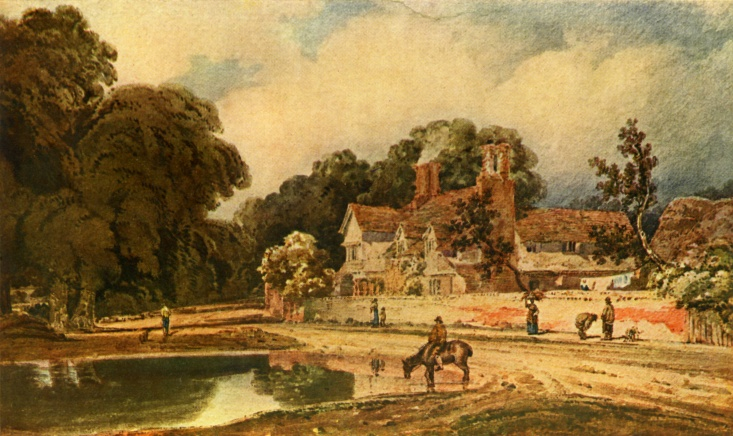
Scène classique, antérieur à 1842.

## Publications
- Cotman, J. S. Etchings of Ancient Buildings in England (1811)
- Cotman, J. S. Specimens of Norman and Gothic Architecture in the County of Norfolk (1817)
- Cotman, J. S. & Cromwell, Thomas. Excursions in the County of Norfolk (1818).
- Cotman, J. S. Sepulchral brasses in Norfolk (London: Henry G. Bohn, 1819).
- Cotman, J. S. & Turner, Dawson. Architectural Antiquities of Normandy, Volume 1 of 2 (1822).